# Maretia planulata
Maretia planulata is een zee-egel uit de familie Maretiidae.
De wetenschappelijke naam van de soort werd in 1816 gepubliceerd door Jean-Baptiste de Lamarck.